# Исмаил ульд Бедда ульд Шейх Сидийя
Исмаил ульд Бедда ульд Шейх Сидийя (араб. إسماعيل ولد بده ولد الشيخ سيديا‎; род. 17 марта 1961, Бутилимит, Мавритания) — мавританский политик, государственный деятель, 15-й премьер-министр Мавритании (5 августа 2019 — 6 августа 2019). Один из основателей мавританской партии Союз за республику.
Изучал инженерию в Парижской центральной школе. Начал свою карьеру руководителем кабинета по изучению и программированию Société Nationale Industrielle et Minière (SNIM), государственной горной компании. Был генеральным директором CompuNet, генеральным директором исследовательского отдела ETASCO, затем стал координатором нового городского проекта Бутилимит, работал генеральным директором государственного агентства, отвечающего за реконструкцию города Тиндаме. Затем работал на других должностях правительства Мавритании. В 2009—2014 годах был министром по вопросам жилищного строительства, градостроительства и регионального развития. После этого продолжал работать в аппарате партии.
3 августа 2019 года президентом Мухаммедом ульд аш-Шейх аль-Газуани был назначен премьер-министром Мавритании, должность занимал два дня. Подал в отставку со всем своим правительством из-за расследования по обвинениям в коррупции на высоком уровне.